# Sonico (Italia)
(Gregorio Brunelli, «Curiosi trattenimenti contenenti ragguagli sacri e profani dei popoli camuni», 1698)
Sònico (Sónech in dialetto camuno) è un comune italiano di 1 187 abitanti della Val Camonica, provincia di Brescia, in Lombardia.

## Geografia fisica

### Territorio
L'abitato di Sonico sorge poco più a sud di quello di Edolo. Il suo territorio comunale si estende dall'ultima parte della media Val Camonica superiore all'iniziale alta Val Camonica, che è caratterizzata dalla linea Insubrica.

## Storia

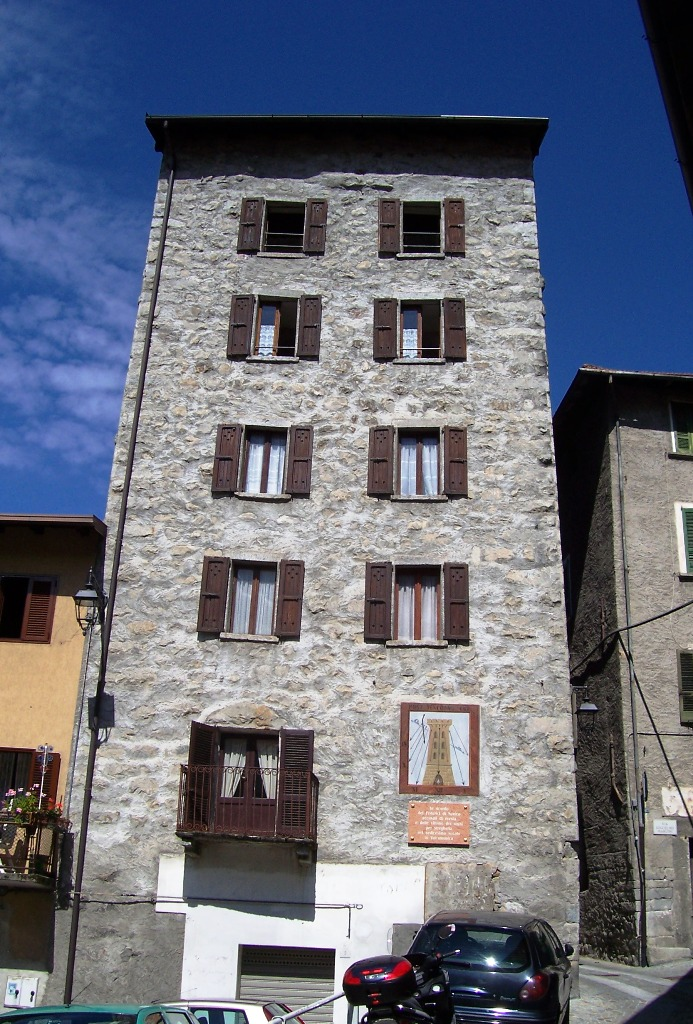
Casatorre della famiglia Federici

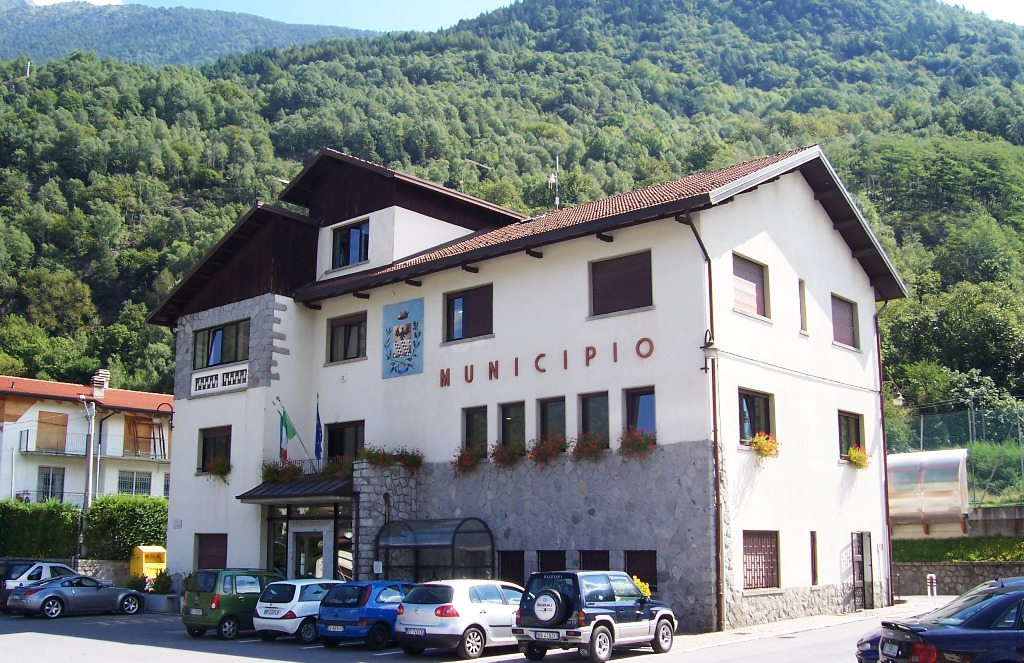
Municipio

Il 15 maggio 1365 il vescovo di Brescia Enrico da Sessa investe iure feudi dei diritti di decima nei territori di Breno, Vione, Vezza, Sonico, Malonno, Berzo Demo, Astrio, Ossimo e Losine Giovanni e Gerardo del fu Pasino Federici di Mù.
Alla pace di Breno del 31 dicembre 1397 i rappresentanti della comunità di Sonico, Tonino Nardi e il notaio Antoniolo Tommasino, si schierarono sulla sponda ghibellina.
Il 17 settembre 1423 il vescovo di Brescia Francesco Marerio investe iure feudi dei diritti di decima nei territori di Monno, Cevo, Andrista, Grumello, Saviore, Cemmo, Ono, Sonico, Astrio, Malegno, Cortenedolo, Vione, Incudine e Berzo Demo a Bertolino della Torre di Cemmo .
Nota del parroco di Sonico del 1614:
Nel 1925 iniziano i lavori per costruire la Centrale Idroelettrica.

### Antichi Originari
Gli Antichi Originari erano, al tempo delle vicinie, i capifuoco delle famiglie native del paese: essi erano gli unici che avevano il potere di deliberare nei consigli, mentre i nobili, gli ecclesiastici e gli stranieri (anche se residenti da diverse generazioni nel paese) ne erano esclusi. I cognomi degli Originari di Sonico, riportati per la prima volta nel "Libro delle anime della Cura di Sonico" del 1597 erano:
- Re
- Pilatti
- Barbiroli
- Adamini
- Gelmi
- Malgarotti
- Sangiorgi
- Sempreboni
- Pedretti
- Branchi
- Bornatici
- Delaidino
- Frassanelli
- Tisi
- Nomadei
- Pasquini
- Regnocchi
- Giacometto
- Verri
- Bertoli
- Gregorini
- Malachiodi
- Gilberti
- Scantietti
- Bamioli
- Funazzino
- Raggi
- Cavrini
- Mottinelli
- Mosconi
- Madei/Madeo
- Ternatti
- Foinelli
- Machani
- Sonegatti
- Marchionni
- Barbieri
- Bornini

### Feudatari locali
Famiglie che hanno ottenuto l'infeudazione vescovile dell'abitato:
| Famiglia    | Stemma | Periodo     |
| Federici    |        | 1365 - 1423 |
| Della Torre |        | 1423 - ?    |

### Simboli
Lo stemma adottato dal Comune riprende, con piccole variazioni, il blasone dei nobili ghibellini Federici della Valcamonica.
Il gonfalone è un drappo di azzurro.

## Monumenti e luoghi d'interesse

### Architetture religiose
Le chiese di Sonico sono:

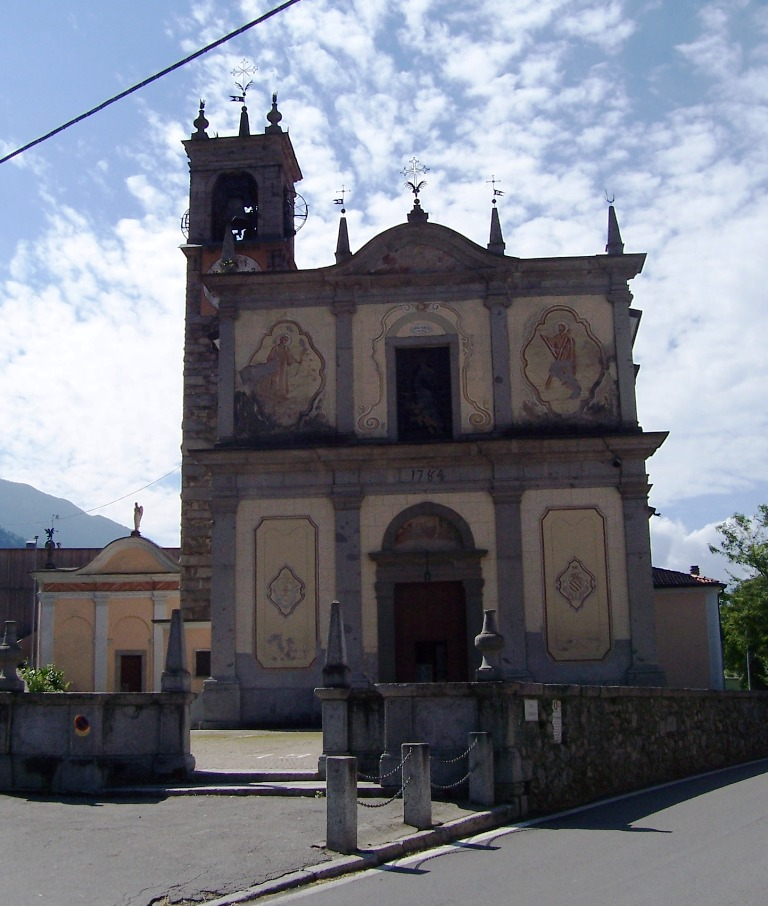
Parrocchiale di San Lorenzo

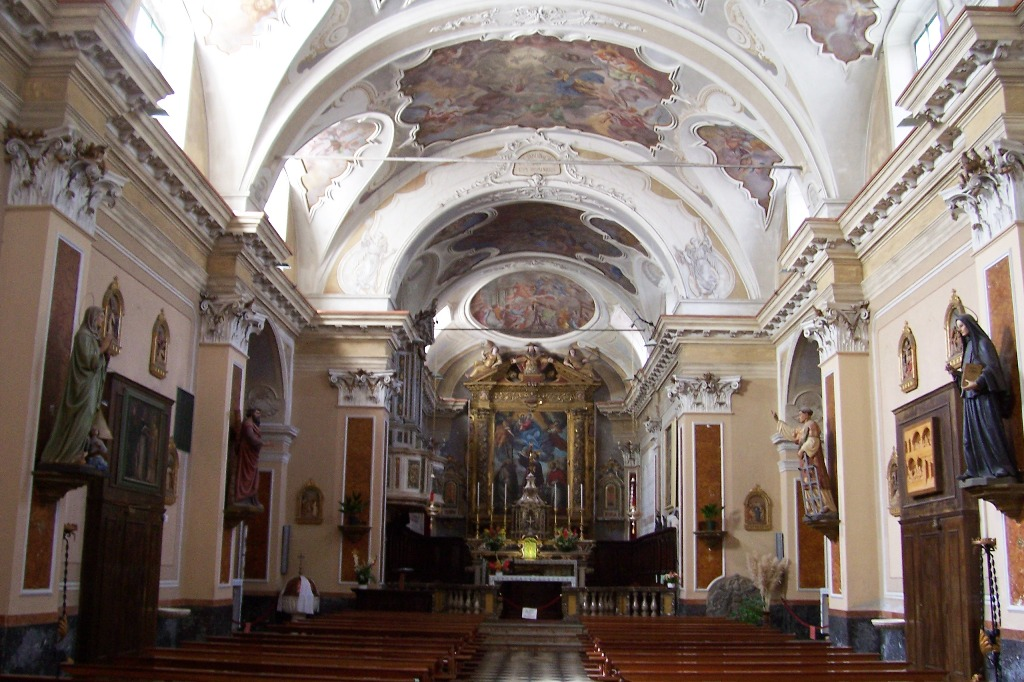
Interno della parrocchiale

- Parrocchiale di San Lorenzo, del XV secolo. Nel 1580 San Carlo Borromeo ne decreta l'ampliamento (terminato nel 1603). All'interno una tomba dei Federici.
- Chiesa di Sant'Andrea, sul dosso occidentale di Sonico. In primo tempo ospizo, poi, fino al XV secolo, parrocchiale.
- Santuario della Madonna di Pradella, con colonne in pietra di Sarnico e portale in granito. Sul campanile vi è la più antica campana della Valle Camonica, datata 1421.
- Chiesetta di San Gottardo, eretta nel XV secolo e affidata alle cure dei disciplini. Il suo culto preveniva la gotta (forse legato allo scotöm del paese).

### Architetture civili
- Ponte romano, ad arco a tutto sesto ribassato, venuto alla luce con l'alluvione del 1960.

### Patrimoni dell'umanità UNESCO
- Parco archeologico comunale di Sonico

## Società

### Evoluzione demografica
Abitanti censiti

### Tradizioni e folclore
Gli scütüm sono nei dialetti camuni dei soprannomi o nomiglioli, a volte personali, altre indicanti tratti caratteristici di una comunità. Quello che contraddistingue gli abitanti di Sonico è Gós (gozzo).
Vi era un tempo una singolare usanza: stendere sul sagrato della chiesa di sant'Andrea, all'inizio della messa, ampie lenzuola. Secondo L. Dionisi questo segno doveva servire da richiamo dell'inizio del rito per la gente che era lontana. Questa particolare tradizione era praticata anche a Ceto.

## Infrastrutture e trasporti

### Strade
Ad occidente dell'abitato di Sonico scorre la Strada statale 42 del Tonale e della Mendola, che raggiunge Edolo dove si congiunge alla Strada statale 39 del Passo di Aprica.

### Ferrovie
La stazione di Sonico si trova nel fondovalle del paese, nei pressi della Strada statale 42 del Tonale e della Mendola. Fa parte della linea ferroviaria Brescia-Iseo-Edolo.

## Amministrazione
| Periodo        | Periodo        | Primo cittadino         | Partito                             | Carica           | Note   |
| -------------- | -------------- | ----------------------- | ----------------------------------- | ---------------- | ------ |
| 26 maggio 1985 | 14 giugno 2004 | Giacomo Augusto Branchi | PSI lista civica di centro-sinistra | Sindaco          |        |
| 14 giugno 2004 | 3 maggio 2013  | Fabio Angelo Fanetti    | lista civica di centro-destra       | Sindaco          | [ 18 ] |
| 3 maggio 2013  | 26 maggio 2014 | Gian Luca Zaina         | lista civica di centro-destra       | Vicesindaco f.f. |        |
| 26 maggio 2014 | in carica      | Gian Battista Pasquini  | lista civica di centro-destra       | Sindaco          |        |

### Unione di comuni
Sonico fa parte dell'Unione Alpi Orobie Bresciane, assieme ai comuni di Edolo, Paisco Loveno, Corteno Golgi, e Malonno.
L'unione di comuni, ha sede a Edolo.

## Sport
- Nel 2011 il comune di Sonico ha ospitato la terza e ultima gara della Coppa Europa di Bike trial, prima esperienza di questo spettacolare sport ciclistico in alta ValleCamonica;
- Nel 2012 il comune di Sonico ha ospitato la terza tappa del Campionato Mondiale di Bike trial, valutata la migliore gara biketrial mai disputata fino ad allora.

## Galleria d'immagini

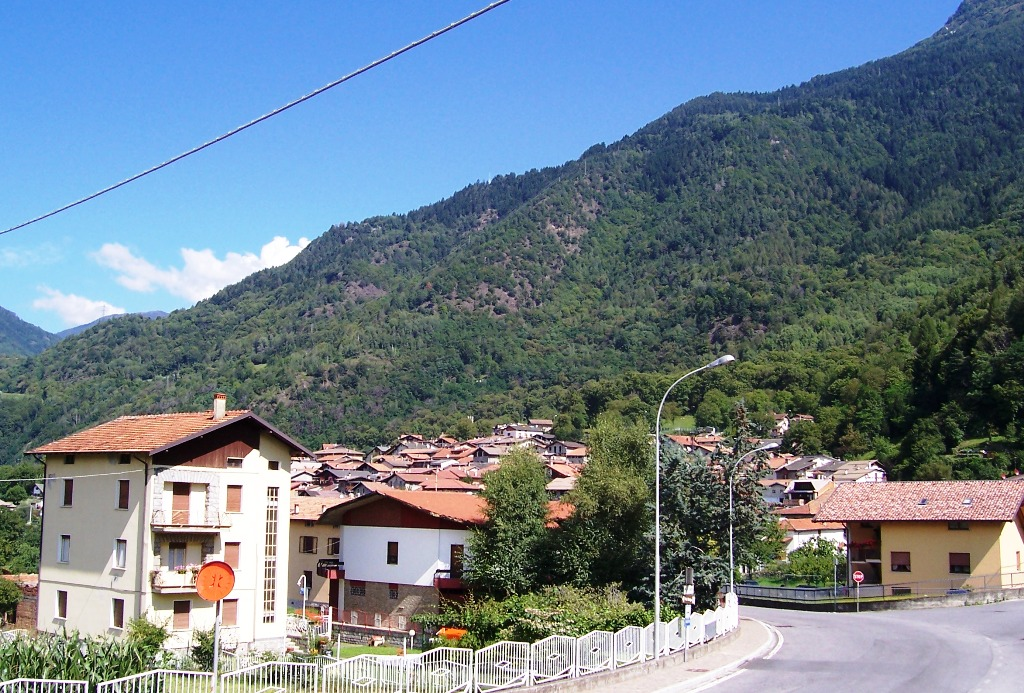
Panorama del paese
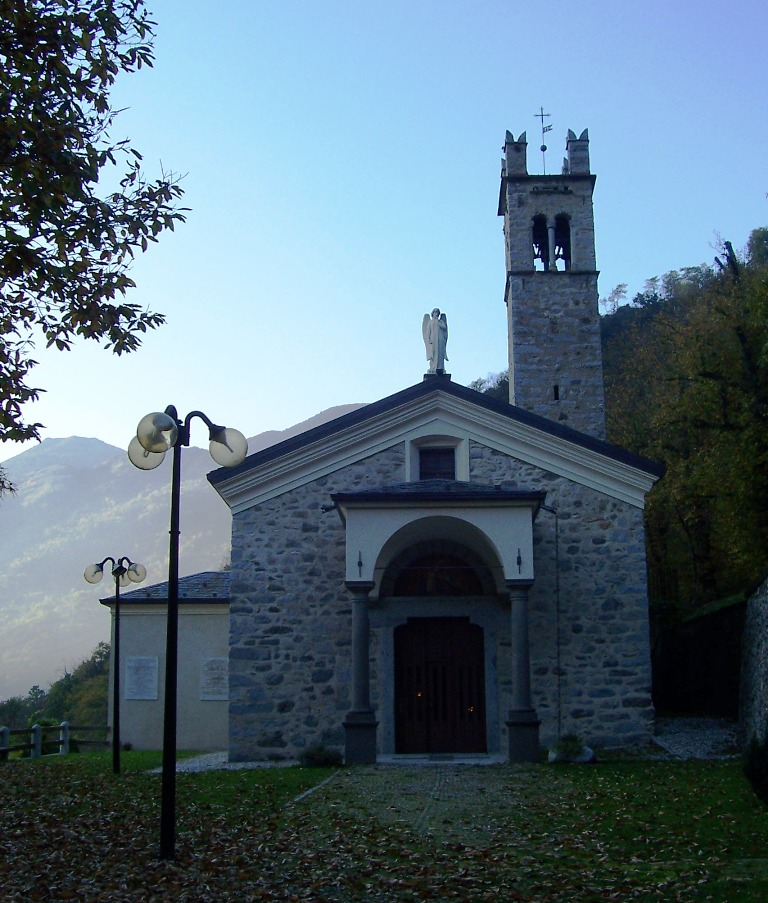
Santuario della Madonna di Pradella
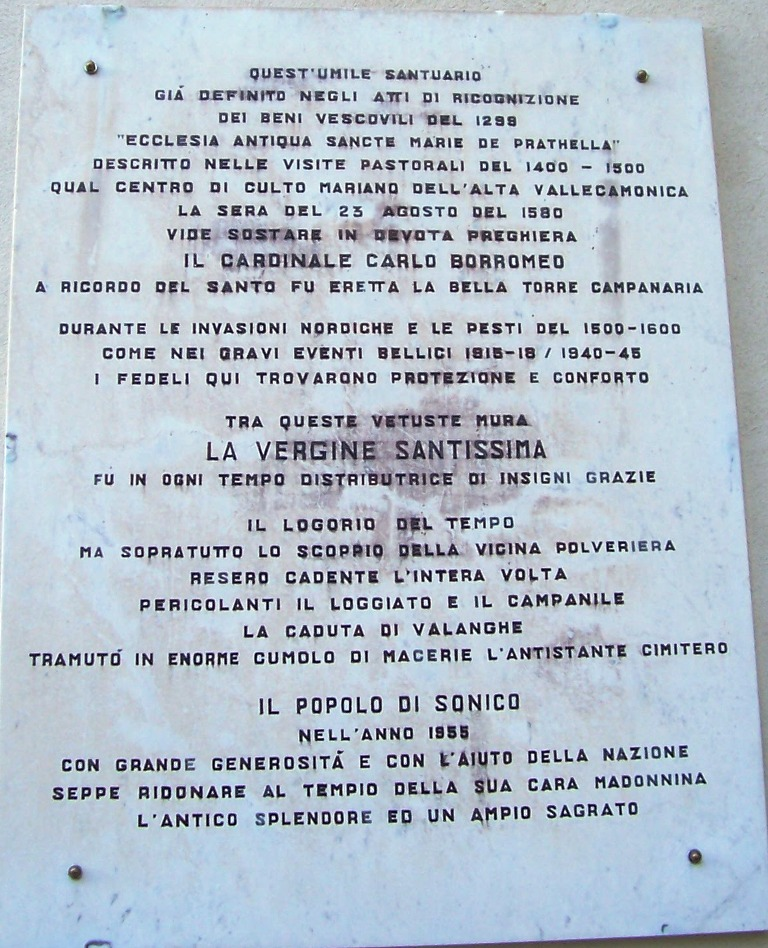
Lapide sul Santuario di Pradella
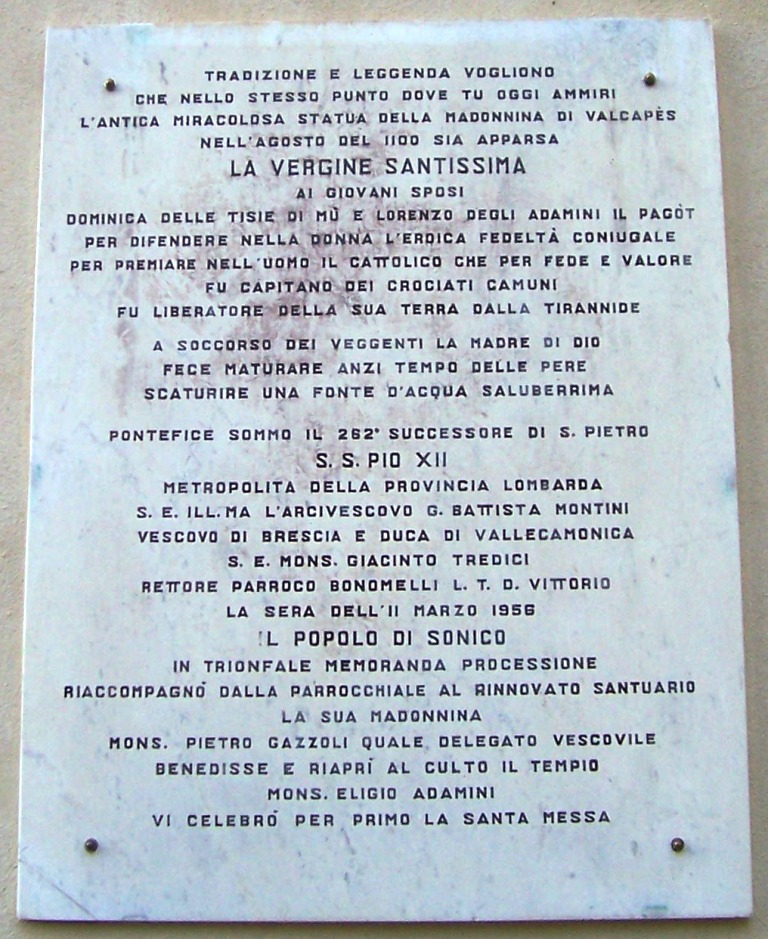
Lapide sul Santuario di Pradella